# Dorfkirche Prensdorf

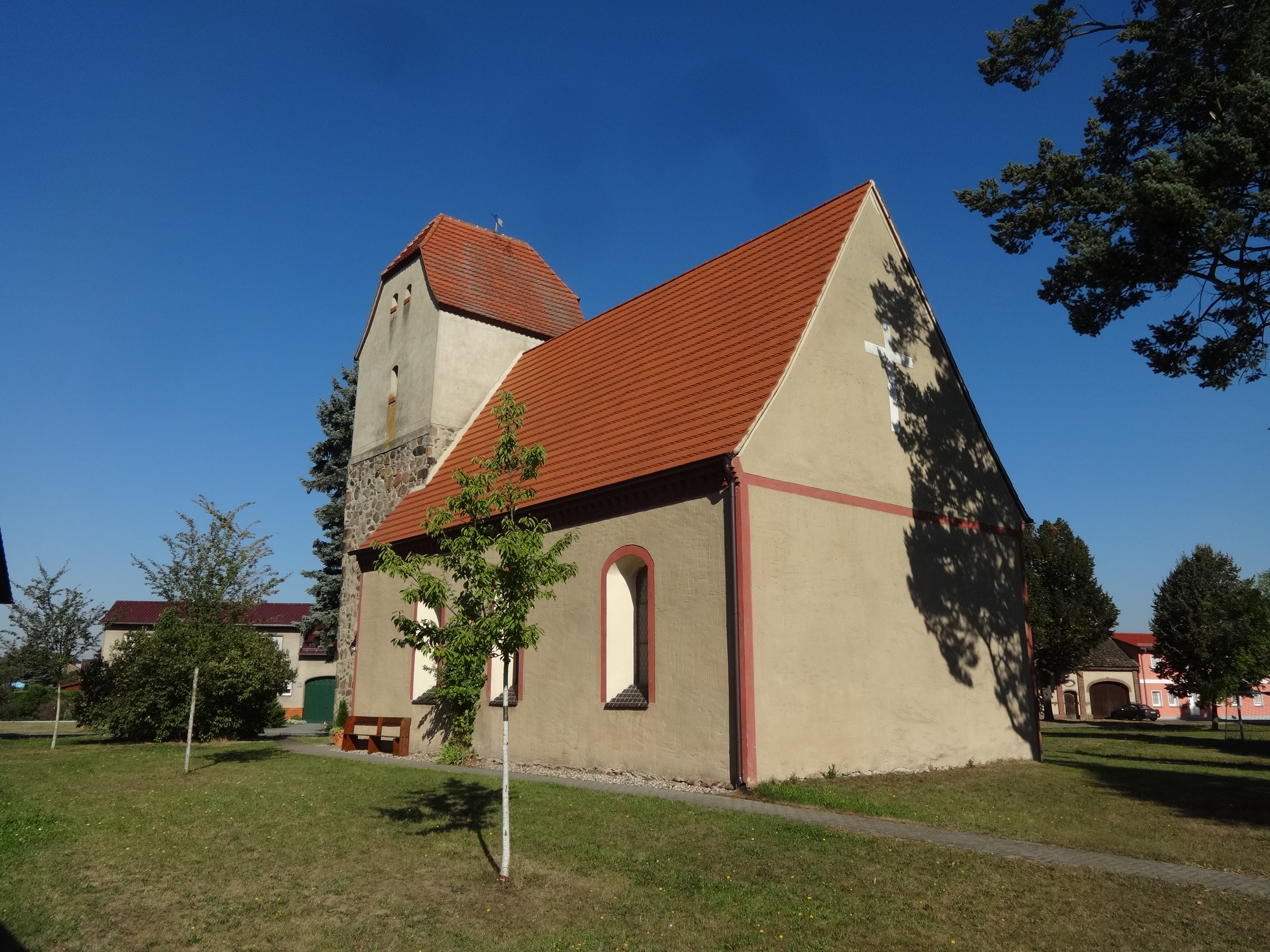
Dorfkirche Prensdorf

Die evangelische Dorfkirche Prensdorf ist ein Sakralbau in Prensdorf, einem Ortsteil der Gemeinde Dahmetal im Landkreis Teltow-Fläming in Brandenburg. Die Kirchengemeinde gehört zum Kirchenkreis Zossen-Fläming der Evangelischen Kirche Berlin-Brandenburg-schlesische Oberlausitz.

## Geschichte
Die Feldsteinkirche in Prensdorf wurde im 14. oder 15. Jahrhundert erbaut, während die Kirchengemeinde in einer Informationsschrift eine Entstehung um 1150 angibt. Prensdorf selbst wurde im Jahr 1346 erstmals urkundlich erwähnt. Aus dem Jahr 1562 sind kirchliche Dokumente überliefert, die eine gemeinsame Verwaltung mit Zagelsdorf (Dahme/Mark) nahelegen: Dort befand sich das Pfarramt, während die Schule sowie die Küsterei in Prensdorf angesiedelt waren. 1607 errichtete die Kirchengemeinde den Altar. Im Dreißigjährigen Krieg blieben sowohl die Kirche wie auch die übrigen Bauwerke im Dorf weitgehend unversehrt, jedoch lagen einige Höfe wüst. 1699 sanierten Handwerker den Turm, in dem sie den zuvor hölzernen Aufsatz durch ein Geschoss aus Feldsteinen ersetzten. Vermutlich wurden zu dieser Zeit auch die zuvor gotischen Fenster barock vergrößert und das Kirchenschiff erhielt seinen Putz. Ein Jahr später kam zur Ausstattung der Kirche eine mit Putten verzierte Fünte hinzu. 1827 erhielt der Turm eine Glocke. In den Jahren 1886 bis 1909 erfolgte eine erneute Sanierung der Kirche, die auch eine Reparatur der Orgel im Jahr 1894 umfasste. Am 18. Juli 1900 führte die Kirchengemeinde eine weitere Glockenweihe durch. Im Zuge einer Metallspende des deutschen Volkes musste sie jedoch im Ersten Weltkrieg zwei Glocken in Dahme/Mark abgeben. Die Orgelpfeifen kamen nach Jüterbog. 1929 erfolgte eine Sanierung des Dachs. Im Jahr 1960 erhielt das Bauwerk eine neue Orgel, 2002 die verbliebene Glocke einen elektrischen Antrieb. 2012 deckte die Kirchengemeinde das Dach neu ein und führte 2013 eine Bekämpfung gegen den Gemeinen Nagekäfer durch. Die Kirche kann seit 2015 von Mai bis Oktober als Offene Kirche besichtigt werden.

## Architektur

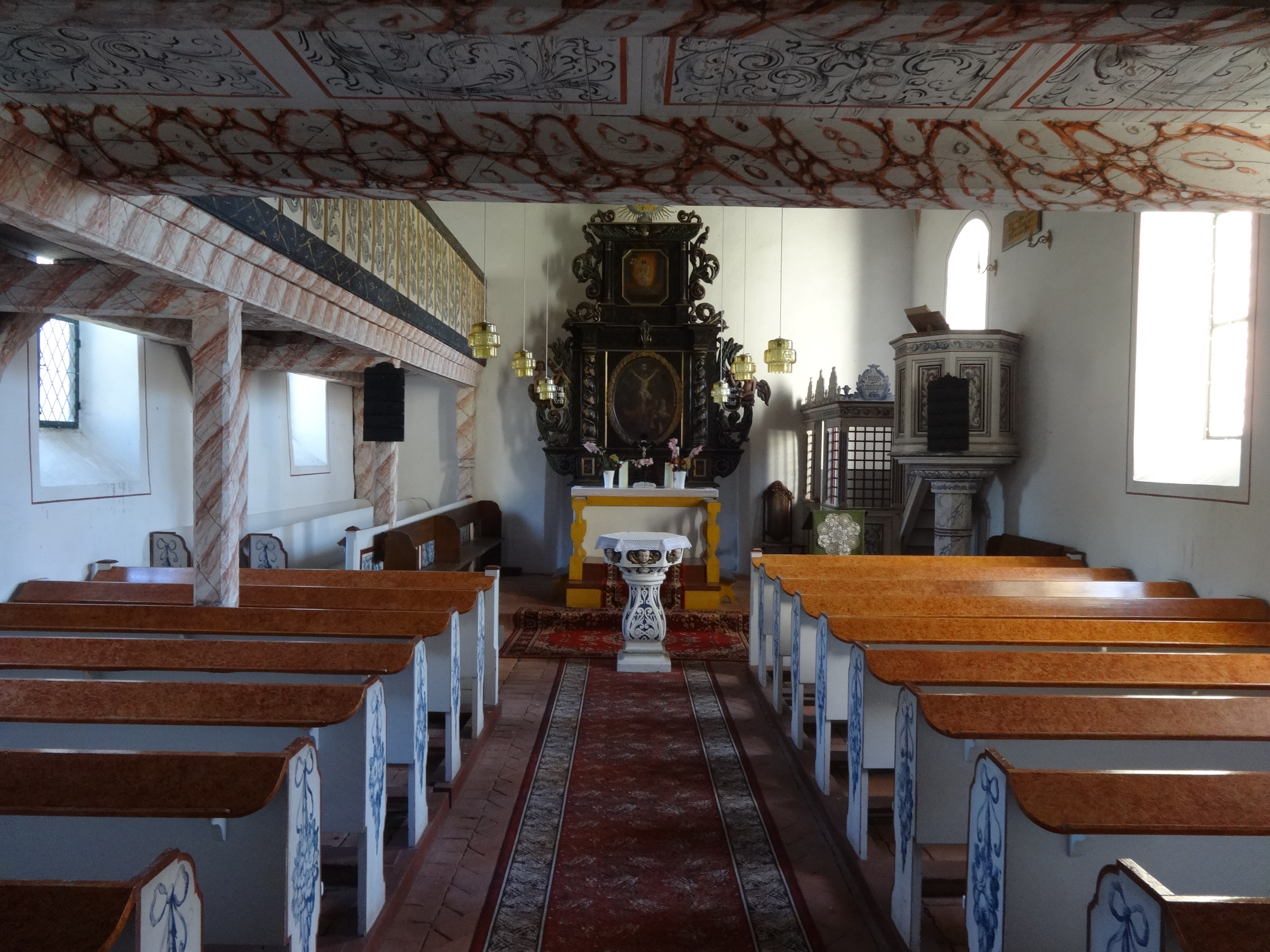
Dorfkirche Prensdorf, Innenraum von Westen

Der Sakralbau wurde auf einem rechteckigen Grundriss aus Feldsteinen errichtet. An der Nord- und Südseite sind drei segmentbogenförmige Fenster, von denen sich zwei im Kirchenschiff sowie ein drittes mit einigem Abstand in der Höhe des Chors befinden. Die Seitenwände sind, wie auch die fensterlose Ostwand, grau verputzt. Die Ecken des Bauwerks werden wie auch die Faschen der Fenster durch einen rötlichen Anstrich betont. Im ebenfalls verputzten Ostgiebel des Bauwerks ist ein mit weißer Farbe angestrichenes Kreuz zu erkennen. Zwischen den seitlichen Wänden des Kirchenschiffs schafft ein Fries den Übergang zum dunkel eingedeckten Satteldach. Der querrechteckige und eingezogene Westturm wurde in seinem unteren Drittel aus unbehauenen und ungleichmäßig geschichteten Feldsteinen errichtet. Daran schließt sich ein hell verputztes Geschoss an, in das an drei Seiten eine kleine, bienenkorbförmige Klangarkade eingearbeitet wurde. Im Turmgiebel sind an der Nord- und Südseite zwei weitere, deutlich kleinere Öffnungen erkennbar. Der Turm ist mit einem Krüppelwalmdach ausgestattet, das mit rötlichem Biberschwanz gedeckt ist. Es schließt mit einer Wetterfahne ab.

## Ausstattung

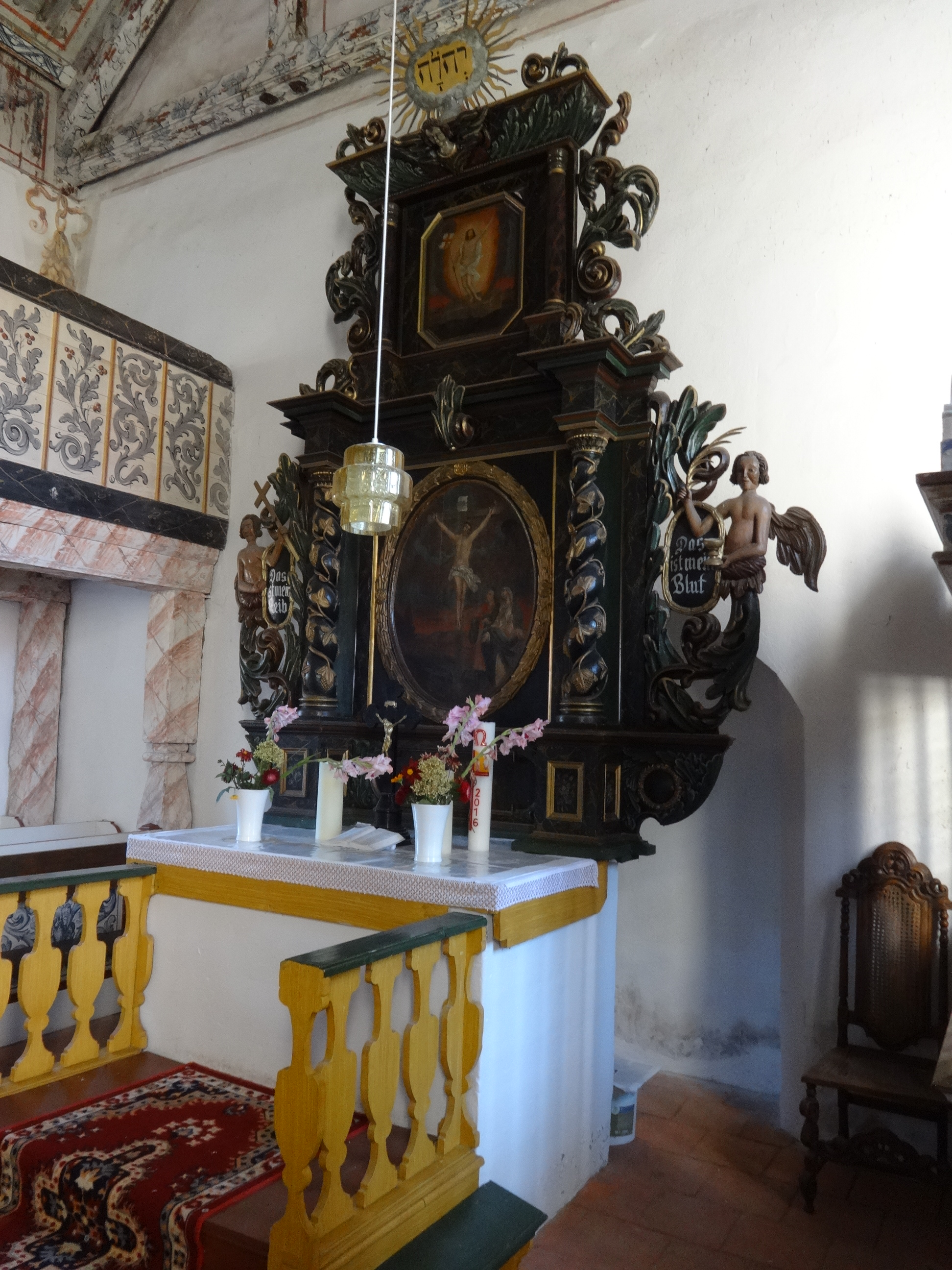
Altar

Der hölzerne Altar aus dem Jahr 1697 zeigt in seiner Predella das Abendmahl Jesu und im Hauptfeld die Kreuzigung Christi. Die geschnitzten Wangen sind mit gedrehten Weinlaubsäulen und reichhaltigem Knorpelwerk verziert, welches an den äußeren Seiten von zwei Engeln mit je einem Palmzweig gestützt wird. Links ist die Inschrift „Das ist mein Leib“, rechts „Das ist mein Blut“ aus dem Einsetzungsbericht des Abendmahls zu lesen. Oberhalb des Hauptfeldes ist eine goldene Strahlenglorie aufgesetzt. Die hölzerne Kanzel steht auf einem marmorierten Aufsatz. Seine Kassetten sind mit weiß-rot-bläulichem, barocken Rankenwerk verziert. Diese Formensprache wurde auch im Kirchengestühl und auf der Empore aufgenommen. Das Taufbecken aus Sandstein stammt aus der Zeit um 1700 und ist ebenfalls mit Putten verziert. Der Eindruck des barocken Innenraums wird in einem Kirchenführer als „stimmig“ bezeichnet.